# Micrathena spinosa
Micrathena spinosa is een spinnensoort uit de familie van de wielwebspinnen (Araneidae).
De wetenschappelijke naam van de soort werd gepubliceerd in 1758 door Linnaeus in de tiende editie van Systema naturae.